# Соловьёв, Иван Михайлович (психолог)
Соловьёв, Иван Михайлович (20 мая [2 июня] 1902 — 3 августа 1986) — советский психолог.

## Биография
И. М. Соловьёв родился в г. Пензе в семье учителя. 
В 1925 г. он окончил МГУ, а в 1929 г. аспирантуру института психологии под руководством Л. С. Выготского. С 1930 г. работал в Научно-исследовательском институте дефектологии. 
В 1941 г. ушёл добровольцем в народное ополчение. С 1945 по 1947 г. работал в госпитале черепно-мозговых ранений. С 1948 по 1970 руководил сектором психологии глухих Научно-исследовательского института дефектологии. В 1965 г. защищает докторскую диссертацию на степень доктора педагогических наук (по психологическим наукам): «Психология познавательной деятельности нормальных и аномальных детей. Сравнение и познание отношений объектов». Член общества психологов СССР. Участник международных конгрессов.

## Вклад в развитиесурдопсихологии
И. М. Соловьёв экспериментально доказал, что в результате систематического сурдопедагогического воздействия путь развития глухих, отходящий в первые годы своего развития от пути нормального ребёнка, изменяет направление, приближаясь к развитию нормального ребёнка. И. М. Соловьёв выделил две закономерности психического развития детей с нарушениями слуха. Первая закономерность связана с тем, что необходимым условием успешного психического развития ребёнка является значительное возрастание количества, разнообразия и сложности внешних воздействий. Из-за поражения слуха объём внешних воздействий на глухого ребёнка очень сужен, взаимодействие со средой обеднено, общение с окружающими людьми затруднено. Вследствие этого психическая деятельность такого ребёнка упрощается, реакции на внешние воздействия становятся менее сложными и разнообразными. Формирующаяся система межфункциональных взаимодействий изменена. Поэтому компоненты психики у ребёнка с нарушенным слухом развиваются в иных по сравнению со слышащими детьми пропорциях.  Вторая закономерность — отличия в темпах психического развития у детей с нарушениями слуха по сравнению с нормально слышащими детьми: замедленность психического развития после рождения и ускорение в последующие периоды. И. М. Соловьёв путь психического развития ребёнка с нарушениями слуха представлял в следующем виде: различия в психической деятельности между слышащим и глухим ребёнком, незначительные на начальных этапах онтогенеза, возрастают в течение последующего времени. Так происходит до определённого этапа, когда вследствие систематического сурдопедагогического воздействия различия перестают нарастать и даже уменьшаются.

## Вклад в развитие общей и специальной психологии
И. М. Соловьёв выделяет проблемы, значимые для уяснения своеобразия детей с отклонениями в развитии. Сравнение детей в норме и при отклонении давало не только новые факты, но и гипотезы, относящиеся к психологии развития ребёнка в норме. И.М Соловьёв конкретно рассматривает познавательную деятельность в единстве её компонентов. Это проявилось в области изучения чувственного познания. В начале изучалось зрительное восприятие: взаимодействие образов восприятия, многообразные формы узнавания, антиципации и переноса. Затем стали изучаться разные виды ощущений: тактильные, зрительные, осязательные. Позднее предметом изучения И. М. Соловьёва стало взаимодействие сложных смысловых структур. Благодаря внимательному исследованию взаимодействия анализаторов глухих, слабовидящих и слепых детей была критически пересмотрена теория компенсации (Адлер, Альфред) и предложена новая теория компенсаторного развития детей с отклонениями, в которой анализируется роль обучения в формировании компенсаторных механизмов. Идея единства познавательной деятельности, включающая многообразия внутренних соотношений и внешних действий, оказалась существенной для специальной психологии, так как развитие каждого типа отклонения характеризуется особенностью структуры их познавательной деятельности в целом. И. М. Соловьёв считает чрезвычайно важным рассмотрение познавательной деятельности в динамическом аспекте. Проблема волевого действия, его преобразований в процессе взаимодействия с объективной ситуацией привлекает его внимание. И. М. Соловьёв полемизирует с Левин, Куртом и даёт новую, самостоятельную интерпретацию зависимости деятельности от мотива и его изменения. И. М. Соловьёвым предложена оригинальная теория сравнения и его развития. Сделан существенный вклад в разработку психологической теории сходства: выдвинута гипотеза о внутренней структуре сходства.

## Награды
- орден Отечественной войны[2]
- медали[2]

## Труды
- Соловьёв И. М. Психология познавательной деятельности нормальных и аномальных детей. Сравнение и познание отношений объектов: Дис. … д.пед.н. (по психологии)/НИИД АПН РСФСР.- М., 1965.
- Соловьев И. М. Вопросы психологии глухонемого ребёнка // Психологическая наука в СССР. — М., 1960. — т. II. — С. 512—541